# EN 14214
Die EN 14214 beschreibt als Europäische Norm die Mindestanforderungen für Biodiesel. Sie wurde in Deutschland als DIN-Norm DIN EN 14214:2003-11 im November 2003 eingeführt. Die aktuelle Ausgabe der DIN-Norm stammt aus Mai 2019. Die aktuell gültige EN 14214 erschien 2012 und wurde 2014 und 2019 geändert.

## Spezifikation nach EN 14214:2012+A2:2019
| Eigenschaft                                               | Einheit        | Grenzwert | Grenzwert | Prüfverfahren                              |
| Eigenschaft                                               | Einheit        | min.      | max.      | Prüfverfahren                              |
| --------------------------------------------------------- | -------------- | --------- | --------- | ------------------------------------------ |
| Fettsäure-Methylester-Gehalt                              | % (m/m)        | 96,5      | –         | EN 14103                                   |
| Dichte bei 15 °C                                          | kg/m³          | 860       | 900       | EN ISO 3675 / EN ISO 12185                 |
| Viskosität bei 40 °C                                      | mm²/s          | 3,5       | 5,0       | EN ISO 3104                                |
| Flammpunkt                                                | °C             | 101       | –         | EN ISO 2719 / EN ISO 3679                  |
| Schwefel-Gehalt                                           | mg/kg          | –         | 10        | EN ISO 20846 / EN ISO 20884 / EN ISO 13032 |
| Cetanzahl                                                 | –              | 51,0      | –         | EN ISO 5165                                |
| Asche-Gehalt (Sulfat-Asche)                               | % (m/m)        | –         | 0,02      | ISO 3987                                   |
| Wassergehalt                                              | mg/kg          | –         | 500       | EN ISO 12937                               |
| Gesamtverschmutzung                                       | mg/kg          | –         | 24        | EN 12662                                   |
| Korrosionswirkung auf Kupfer (3 h bei 50 °C)              | Korrosionsgrad | Klasse 1  | Klasse 1  | EN ISO 2160                                |
| Oxidationsstabilität, 110 °C                              | h              | 8,0       | –         | EN 14112 / EN 15751                        |
| Säurezahl                                                 | mg KOH/g       | –         | 0,5       | EN 14104                                   |
| Iodzahl                                                   | g Iod/100 g    | –         | 120       | EN 14111 / EN 16300                        |
| Gehalt an Linolensäure-Methylester                        | % (m/m)        | –         | 12,0      | EN 14103                                   |
| Mehrfach ungesättigte (>= 4 Doppelbindungen) Methylesther | % (m/m)        | –         | 1,00      | EN 15779                                   |
| Methanol-Gehalt                                           | % (m/m)        | –         | 0,20      | EN 14110                                   |
| Monoglycerid-Gehalt                                       | % (m/m)        | –         | 0,70      | EN 14105                                   |
| Diglycerid-Gehalt                                         | % (m/m)        | –         | 0,20      | EN 14105                                   |
| Triglycerid-Gehalt                                        | % (m/m)        | –         | 0,20      | EN 14105                                   |
| Gehalt an freiem Glycerin                                 | % (m/m)        | –         | 0,02      | EN 14105 / EN 14106                        |
| Gehalt an Gesamt-Glycerin                                 | % (m/m)        | –         | 0,25      | EN 14105                                   |
| Gehalt an Alkali-Metallen (Na+K)                          | mg/kg          | –         | 5,0       | EN 14108 / EN 14109 / EN 14538             |
| Gehalt an Erdalkali-Metallen (Ca+Mg)                      | mg/kg          | –         | 5,0       | EN 14538                                   |
| Phosphor-Gehalt                                           | mg/kg          | –         | 4,0       | EN 14107 / EN 16294                        |

## Änderungen 2014
Gegenüber EN 14214:2012 wurden folgende Änderungen vorgenommen:
1. Aufnahme von Prüfverfahren auf CFPP und Schwefelgehalt;
2. Überarbeitung der Prüfverfahren für die Oxidationsstabilität und die Gesamtverschmutzung;
3. Normative Verweisungen (prEN 12662:2012, prEN 15751:2012, EN 16294:2012, EN 16300:2012 sowie EN 16329:2013) aktualisiert;
4. weitere Verdeutlichung bezüglich der Verwendung von Farb- und Markierungsstoffen;
5. Entfernung der Anmerkung über die parallele Existenz mit EN 590;
6. Anhang A um repräsentative Informationen zur Vergleichbarkeit aller Prüfverfahren erweitert

## Änderungen 2019
Für die EN 14214:2012+A2:2019 wurden gegenüber der EN 14214:2012+A1:2014 folgende Änderungen vorgenommen:
1. Aufnahme neuer und überarbeiteter Prüfverfahren als Ergebnis der Arbeit des CEN/TC 19 und der Zusammenarbeit mit CEN/TC 307
2. Einführung der vom CEN/TC 441 erarbeiteten neuen Anforderungen an die Kennzeichnung der Tanksäulen
3. Zusammenlegung der Klimaklassen für den Kraftstoff B100 in einer Klimatabelle, da die meisten der ursprünglichen Klassen für arktisches Klima nicht hergestellt werden können
4. die Einheit für den Wassergehalt wurde in Einklang gebracht mit der berichteten Einheit im Normprüfverfahren ohne die Anforderung zu ändern
5. Aufnahme des neuen Verfahrens C für die Bestimmung des Flammpunktes durch Aktualisierung der Prüfverfahrensnorm
6. Verweisung auf kürzlich erarbeitete Technische Berichte des CEN zur Prüfung der Betriebsfähigkeit bei Kälte und zur Problematik der Kaltfiltrierbarkeit
7. EN 12662:2014 zu EN 12662:2008 geändert, da EN 12662:2014 Probleme bei der Anwendung auf B100 zeigte
8. zusätzlich zu den vorhandenen nationalen Fußnoten wurde in 5.5.1 eine weitere nationale Fußnote ergänzt